# Аластер Строкош
Аластер Строкош (енгл. Alasdair Strokosch; 21. фебруар 1983) професионални је рагбиста и шкотски репрезентативац, који тренутно игра за Перпињан у другој француској лиги.

## Биографија
Висок 190 цм, тежак 110 кг, Строкош је пре Перпињана играо за Единбург рагби и Глостер (рагби јунион). За репрезентацију Шкотске је до сада одиграо 47 тест мечева и постигао 2 есеја.